# Lasioglossum oceanicum
Lasioglossum oceanicum är en biart som först beskrevs av Theodore Dru Alison Cockerell 1916. Den ingår i släktet smalbin, och familjen vägbin. Arten förekommer i östra Nordamerika.

## Beskrivning
Huvudet och mellankroppen är blågrön. Clypeus är svartbrun på den övre delen. Käkarna är delvis gulorange hos hanen. Antennerna är mörkbruna, benen är bruna och vingarna är halvgenomskinliga med gula ribbor och mörkt rödbruna vingfästen. Bakkroppen är brun med viss blåaktig metallglans, särskilt hos honan. Bakkanterna på tergiterna och sterniterna är halvgenomskinligt brungula. Behåringen är vitaktig och förhållandevis gles; nedre delen av hanens ansikte har dock tätare behåring. Honan har en kroppslängd på 6 till 7,5 mm, hanen på 5,7 till 6,8 mm.

## Utbredning
Arten är vanligt förekommande från sydöstra Kanada (södra Ontario, södra Quebec och New Brunswick) samt i östra USA från gränsen till Kanada i norr, Minnesota, Iowa och Missouri i väster till Atlantkusten i öster, och söderut till Georgia och South Carolina.

## Ekologi
Lasioglossum oceanicum är polylektisk, den flyger till blommor från åtminstone 35 olika familjer, som exempelvis korgblommiga växter, korsblommiga växter, kransblommiga växter, ärtväxter, rosväxter och slideväxter.
Arten är ettårigt eusocial, den är samhällsbildande med arbetare som hjälper den samhällsgrundade honan/drottningen att ta hand om avkomman. Boet är underjordiskt.

## Namnkonflikt
Artens namn har växlat under början av 2000-talet. Fram till 2010 kallades arten Lasioglossum nymphaearum. Den kanadensiske entomologen Jason Gibbs föreslog det nya namnet för arten på grund av att han ansåg att en av de många lektotyper arten Lasioglossum nymphaearum var baserade på egentligen var en egen art. Redan nästa år drog han tillbaka förslaget, men hans ursprungliga benämning har sedermera blivit accepterad. Emellertid har namnosäkerheten orsakat en viss förvirring: Dels används Lasioglossum nymphaearum fortfarande för den "gamla" L. nymphaearum parallellt med Lasioglossum oceanicum för den av Gibbs föreslagna arten, dels används givetvis L. nymphaearum i alla vetenskapliga verk skrivna före 2010 (med en viss eftersläpning). Osäkerhet om rätt auktor för L. nymphaearum bidrar till förvirringen.